# São Gregório (Arraiolos)
São Gregório ist ein Ort und eine ehemalige Gemeinde (Freguesia) im portugiesischen Kreis (Concelho) von Arraiolos. In der Gemeinde lebten 330 Einwohner (Stand 30. Juni 2011).

## Geschichte
Der Ort ist älter, eine eigenständige Gemeinde wurde er jedoch erst im 16. Jahrhundert.
Am 29. September 2013 wurden die Gemeinden São Gregório und Santa Justa zur neuen Gemeinde União das Freguesias de São Gregório e Santa Justa zusammengefasst. São Gregório ist Sitz dieser neu gebildeten Gemeinde.

## Sehenswürdigkeiten
Die barocke Gemeindekirche Igreja Paroquial de São Gregório (auch nur Igreja de São Gregório) stammt aus dem 16. Jahrhundert. Sie birgt vergoldete Altarretabel (Talha dourada) und manieristische Malereien. Die Kirche steht unter Denkmalschutz.